# Garganornis
Garganornis (que significa "ave de Gargano") es un género extinto de enormes aves anátidas no voladoras del Mioceno tardío de Gargano, Italia. El género contiene una sola especie, G. ballmanni, nombrada por Meijer en 2014. Se cree que su enorme tamaño fue una adaptación para vivir en áreas abiertas y expuestas sin depredadores terrestres, y como un elemento disuasorio para los depredadores aéreos nativos como el águila Garganoaetus y la lechuza gigante Tyto gigantea.

## Descripción

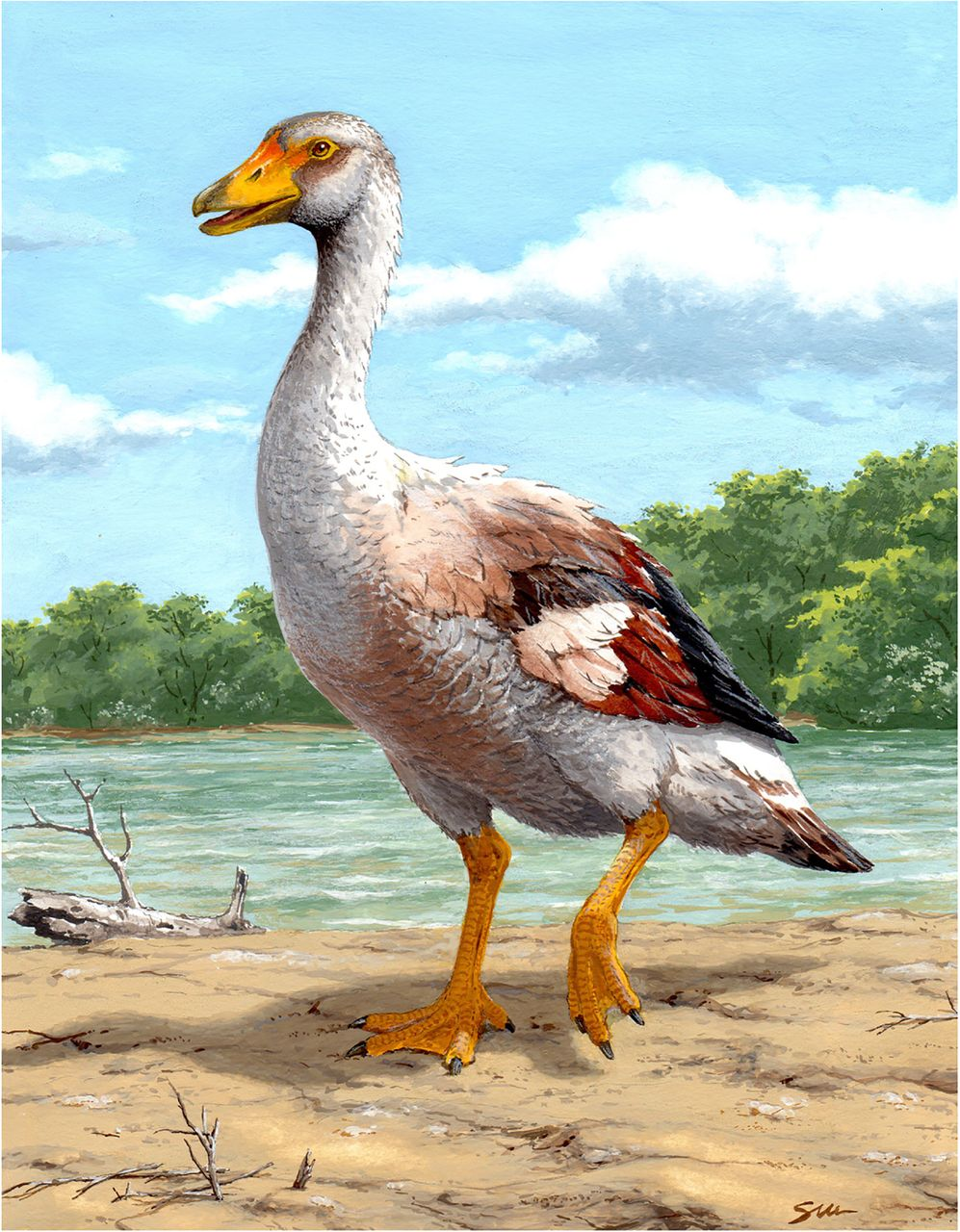
Reconstrucción en vida de Garganornis

El tibiotarso de Garganornis es aproximadamente un 30% más grande que el del cisne mudo. Sobre la base de comparaciones con este último, se ha estimado que Garganornis tenía un peso en el rango de 15-22 kilogramos (33,1-48,5 lb), más grande que cualquier anátido vivo. Esto sugiere que probablemente no volaba.
El carpometacarpo conservado de las alas tenía un eje bastante corto y robusto, mucho más corto que cualquiera de los anseriformes vivos de gran cuerpo que son capaces de volar. El carpometacarpo también estaba peculiarmente aplanado en su extremo superior; y la tróclea carpalis (un proceso articular óseo que impulsa la extensión y flexión del ala) es de forma reducida y débil, lo que limita el movimiento de la muñeca, ambas probablemente adaptaciones a un estilo de vida no volador.
En algunos ejemplares de Garganornis, hay una pequeña protuberancia ósea en la parte superior del carpometacarpo que es similar a la de los cisnes, gansos, patos y otros anseriformes; esto probablemente se usó para pelear, como en otros miembros del grupo.
Igualmente corto y robusto era el tarsometatarso del pie. Los procesos conocidos como trochlea metatarsi II y IV, en la parte inferior del tarsometatarso, son más iguales en longitud que la mayoría de los otros anseriformes, con la excepción del ganso Cape Barren, los Anhimidae y el gigante extinto Cygnus falconeri. Los huesos de la falange de los dedos de los pies también son relativamente robustos y similares a otros anseriformes gigantes; sin embargo, las impresiones de los ligamentos en los huesos son más débiles y menos definidas.

## Descubrimiento y denominación

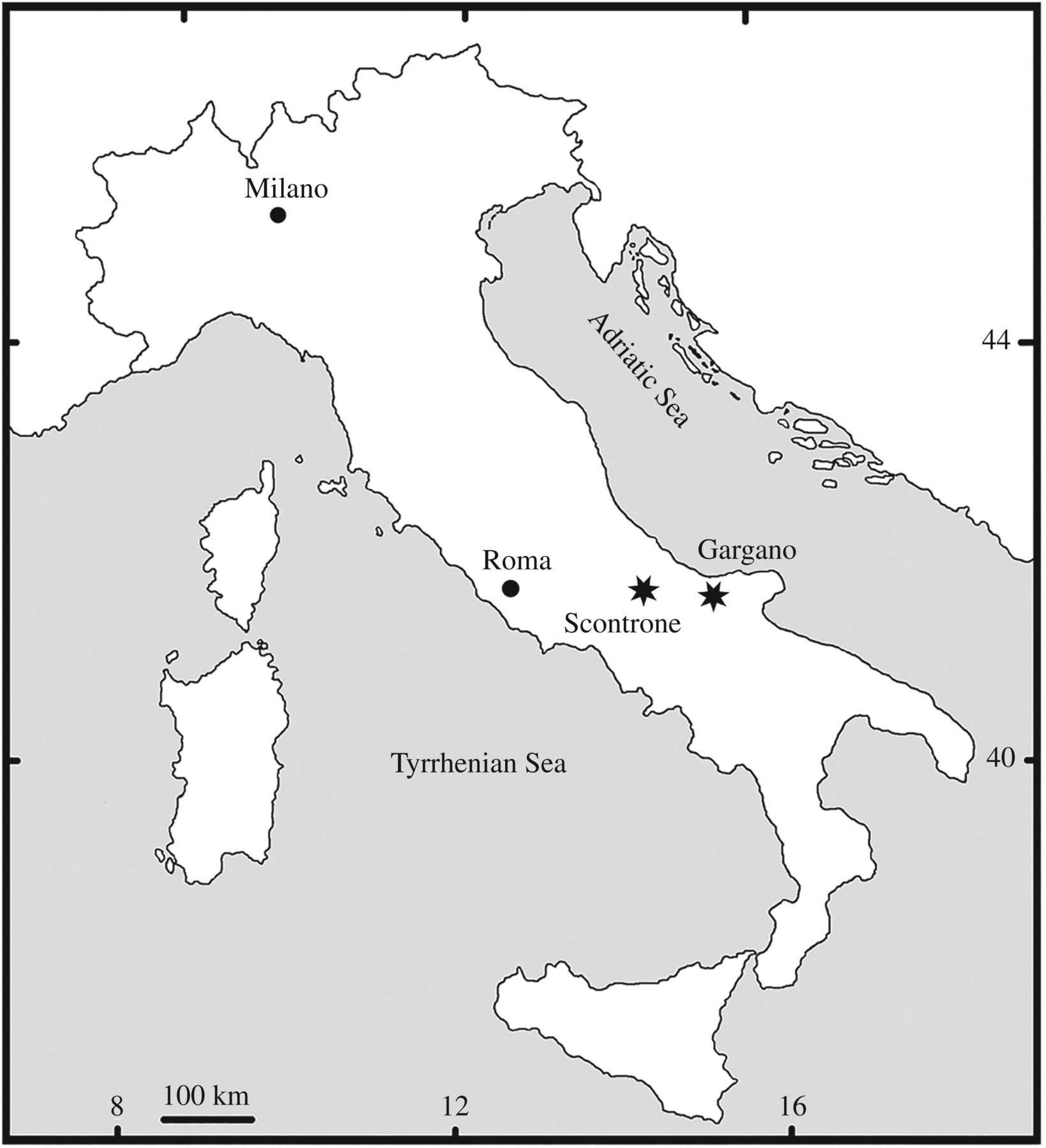
Mapa de Italia que muestra la ubicación de las localidades de Gargano y Scontrone

Los primeros restos de Garganornis se descubrieron en el relleno de fisuras de Posticchia 5 cerca de la ciudad de Apricena en Gargano, Italia . Estos depósitos son parte del conjunto de fauna del Mioceno Mikrotia (llamado así por un abundante roedor múrido), que se ha datado en 6–5,5 Ma de edad. El holotipo consiste en un solo tibiotarso izquierdo parcial, catalogado como RGM 443307, que fue descrito por Meijer en 2014.
En 2016, Pavia et al. describieron material adicional de Gargano, que constaba de carpometacarpos parciales (DSTF-GA 49, NMA 504/1801), un tibiotarso dañado (DSTF-GA 77), tarsometatarsos parciales (RGM 425554, RGM 425943) y varios falanges de la pata (MGPT- PU 135356, RGM 261535, RGM 261945). Además, se describió material geológicamente más antiguo, pero morfológicamente comparable de la localidad de Scontrone, que está cerca de la ciudad de Scontrone y tiene una antigüedad de 9 Ma. Este material consiste en un tarsometatarso casi completo, SCT 23; aunque está cronológicamente separado del otro material, la morfología y el tamaño inusualmente grande del hueso sugieren que pertenece a Garganornis.
El nombre del género Garganornis se deriva del área general de Gargano, en la que se descubrieron los fósiles del holotipo; el sufijo griego ornis significa "ave". El nombre de la especie honra a Peter Ballmann, quien fue el primero en describir las aves de la región de Gargano.

## Clasificación
Varias características del tibiotarso permiten que Garganornis se coloque definitivamente en Anseriformes: el cóndilo medial tiene un ángulo medial y tiene una proyección en su extremo frontal; y el canal del tendón extensor se coloca centralmente sobre la fosa intercondilar. Las características del carpometacarpo permiten una asignación más específica a la familia Anatidae: el proceso extensor es paralelo a la trochlea carpalis y no está inclinado hacia abajo; el proceso pisiforme es amplio y sin puntos; y hay una pequeña protuberancia por encima de la fóvea carpiana caudal.
Garganornis comparte peculiarmente una serie de características en el tibiotarso con otro grupo de grandes anseriformes, los Gastornithidae. En particular, la fosa intercondilar es ancha, la abertura inferior del canal extensor es circular (aunque se coloca más centralmente en relación con los cóndilos que en los gastornítidos), el surco extensor es relativamente profundo y la protuberancia supratendineus (una proyección por encima del apertura del canal extensor) tiene una depresión en su costado. Sin embargo, dado que los gastornítidos y otra fauna del Paleógeno no parecen haber sobrevivido, ni siquiera alcanzado, esta región, es más probable que estos rasgos compartidos sean adaptaciones convergentes a tamaños corporales gigantes.

## Paleoecología

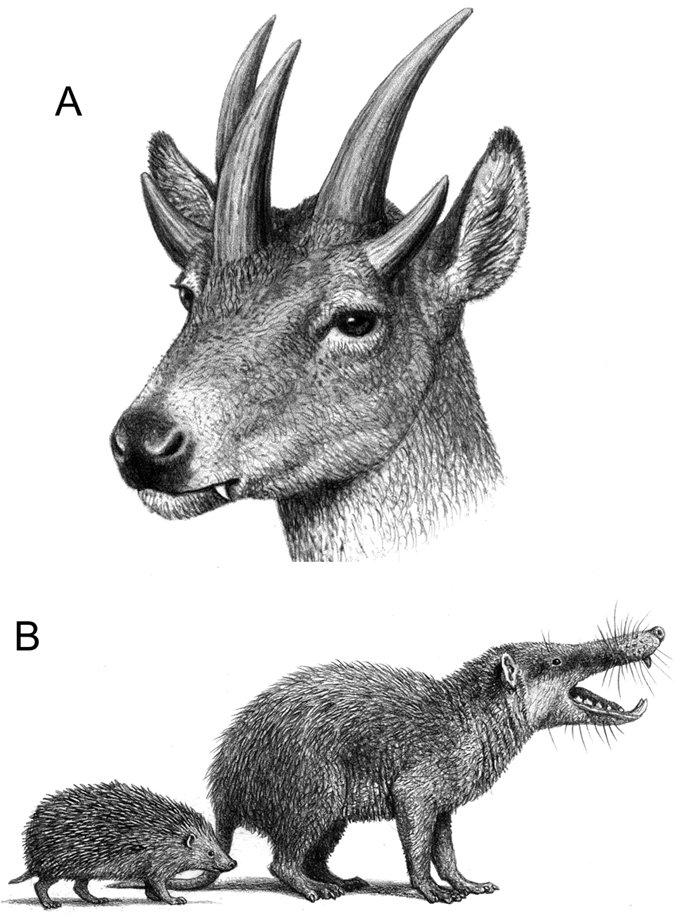
Mamíferos de la fauna de Mikrotia: Hoplitomeryx (A) y Deinogalerix (B, a escala con Erinaceus europaeus, el erizo europeo)

Las encuestas realizadas por P. Ballmann en la década de 1970 revelaron una diversa avifauna en la localidad de Gargano, que consta de 16 taxones diferentes; trabajo posterior estableció la presencia de 10 taxones distintos adicionales (sin incluir Garganornis), lo que eleva el total a 26.  Estos incluyen los anátidos Anas cf. velox y un anátido adicional sin nombre; las águilas gigantes Garganoaetus freudenthali y G. murivorus, así como un Accipitridae más pequeño sin nombre; el Phasianidae Palaeortyx volans; los búhos Tyto robusta, T. gigantea, "Strix" perpasta, otra especie referida a Strix, una especie adicional referida a Athene, y un taxón sin nombre anteriormente referido a T. sanctialbani; la paloma Columba omnisanctorum; el Apodidae Apus wetmorei; los playeros Calidris sp. y un taxón sin nombre; un Threskiornithidae; un pájaro carpintero; un pájaro cantor; dos Rallidae; dos Charadriiformes; un Otidiformes un pájaro ratón; y un córvido. Hasta la fecha, Garganornis es la única ave que se encuentra en las localidades de Gargano y Scontrone; la falta de otras aves de Gargano en Scontrone es probablemente el resultado de un sesgo tafonómico.
Además de las aves, se conocen varios mamíferos y reptiles de las localidades de Gargano y Scontrone. En particular, el múrido gigante Mikrotia (incluyendo M. magna, M. parva, y M. maiuscula) es muy abundante; el género presta su nombre a todo el ecosistema local, que se ha dado a conocer como la fauna de Mikrotia. Un segundo múrido, Apodemus sp., también está presente. Otros roedores incluyen el Gliridae gigante Stertomys laticrestatus, S. daunius, y S. lyrifer, junto con las especies más pequeñas S. deguili, S. simplex, y S. daamsi; y los hámsteres Hattomys gargantua, H. nazarii, Neocricetodon sp. y Apocricetus sp. Los Galerucinae (erizos peludos) Deinogalerix freudenthalli, D. minor, D. intermedius, D. brevirostris, D. koenigswaldi y D. masinii también eran gigantes, mientras que su pariente más pequeño Apulogalerix cf. pusillus también está presente. Otros mamíferos incluyen la musaraña crocidosoricino Lartetium cf. dehmi; los pikas Prolagus apricenicus y P. imperialis; Hoplitomeryx mathei un Hoplitomerycidae similar a un ciervo; y la nutria Paralutra garganensis. Hay restos de cocodrilos referido a Crocodylus.
Garganornis y el resto de la fauna de Mikrotia ha sido datados en el Tortoniense (Mioceno superior). Durante el Mioceno, las áreas de Gargano y Scontrone eran parte de un archipiélago aislado que se ha denominado como Paleobioprovincia Apulia-Abruzzi. Los pequeños mamíferos, incluidos los antepasados de Deinogalerix, probablemente llegaron a estas islas a través de la dispersión transoceánica.